# 발트 3국 유격전

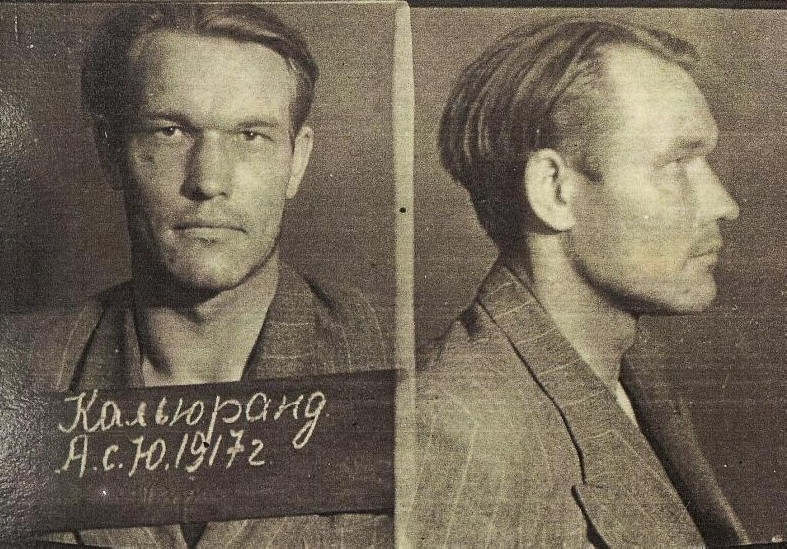
소비에트 당국에 의하여 체포된 숲의 형제들 조직원 안츠 칼률란드

발트 3국 유격전은 소비에트 연방이 1940년부터 1950년대 중반까지 발트 3국을 지배하자 이에 맞서 발트 3국 국민들이 일으킨 무장 투쟁 운동이다. 1944년 소비에트 연방의 발트 3국 점령 이후 민족주의 게릴라들이 반란을 일으켰다. 에스토니아에서 10,000명이 라트비아에서 10,000명이 그리고 리투아니아에서 30,000명이 게릴라전에 참여했으며 이들을 지지하는 세력은 더 많았을 것으로 보인다. 소련군이 게릴라군에 비해 압도적으로 우세했기 때문에 1956년 이후 발트 3국의 게릴라 전쟁은 종료되었지만 이들의 수치는 남베트남에서 활동하던 베트남 민족주의 전선과 그 성격이 유사한 것으로 보인다.

## 같이 보기
- 숲의 형제들
- 프리뵈 작전
- 소비에트 연방의 발트 3국 점령